# Căpâlnița
Căpâlnița (maďarsky Kápolnásfalu) je obec v župě Harghita v Rumunsku. Žije zde přibližně 2 000 obyvatel. V roce 2011 se 95 % obyvatel hlásilo k maďarské národnosti.